# Luge nos Jogos Olímpicos de Inverno da Juventude de 2012
As competições de luge nos Jogos Olímpicos de Inverno da Juventude de 2012 foram realizadas no Olympic Sliding Centre Innsbruck em Innsbruck, Áustria, entre os dias 15 e 17 de janeiro.

## Calendário
| Janeiro | 13 | 14 | 15 | 16 | 17 | 18 | 19 | 20 | 21 | 22 |
| ------- | -- | -- | -- | -- | -- | -- | -- | -- | -- | -- |
| Luge    |    |    | 1  | 2  | 1  |    |    |    |    |    |

|  | Dia de final |

## Eventos
- Individual masculino
- Individual feminino
- Duplas
- Revezamento misto

## Medalhistas
| Evento                        | Ouro                                                                     | Prata                                                                | Bronze                                                                            |
| ----------------------------- | ------------------------------------------------------------------------ | -------------------------------------------------------------------- | --------------------------------------------------------------------------------- |
| Individual masculino detalhes | Christian Paffe GER Alemanha                                             | Riks Kristens Rozītis LAT Letônia                                    | Toni Gräfe GER Alemanha                                                           |
| Individual feminino detalhes  | Miriam-Stefanie Kastlunger AUT Áustria                                   | Saskia Langer GER Alemanha                                           | Ulla Zirne LAT Letônia                                                            |
| Duplas detalhes               | Florian Gruber Simon Kainzwaldner ITA Itália                             | Tim Brendl Florian Funk GER Alemanha                                 | Ty Andersen Pat Edmunds USA Estados Unidos                                        |
| Revezamento misto detalhes    | Summer Britcher Tucker West Ty Andersen / Pat Edmunds USA Estados Unidos | Saskia Langer Christian Paffe Tim Brendl / Florian Funk GER Alemanha | Miriam-Stefanie Kastlunger Armin Frauscher Tomas Steu / Lorenz Koller AUT Áustria |

## Quadro de medalhas
| Ordem | País               | Medalha de ouro | Medalha de prata | Medalha de bronze |    | Ordem por total |
| ----- | ------------------ | --------------- | ---------------- | ----------------- | -- | --------------- |
| 1     | GER Alemanha       | 1               | 3                | 1                 | 5  | 1               |
| 2     | AUT Áustria        | 1               |                  | 1                 | 2  | 2               |
|       | USA Estados Unidos | 1               |                  | 1                 | 2  | 2               |
| 4     | ITA Itália         | 1               |                  |                   | 1  | 5               |
| 5     | LAT Letônia        |                 | 1                | 1                 | 2  | 2               |
| TOTAL | TOTAL              | 4               | 4                | 4                 | 12 | —               |